# Кирил Василев (художник)
Вижте пояснителната страница за други личности с името Кирил Василев.
Кирил Петров Василев е български художник.

## Биография
Кирил Василев е роден на 24 май 1908 година във Видин, в семейството на Петър и Дацка Василеви. Баща му е българин, роден в село Калугер, Белоградчишко, офицер и железопътен инженер. Започва да рисува когато е на 3 години. На 16-годишна възраст, Василев получава първата си важна задача, да нарисува портрет на генерал Лазаров. През 1925 - 1926 г. е студент по право и медицина в Софийския университет, но скоро напуска и се отдава изцяло на живопис. Въпреки световната си известност, той е напълно самоук като художник. В началото на 20-те години на 20 век пътува из големите Европейски градове и се запознава в музеите с произведенията на старите майстори, но нито се е учил при утвърден живописец, нито в художествено училище. Когато отива при известния испански портретист Игнасио Сулоага, с намерение да му стане ученик, Сулоага го отпраща, казвайки, че няма на какво да научи младия българин.
През 1927 година е избран да нарисува официален портрет на цар Борис. В 1934 г. портретът е поставен в сградата на Народното събрание.
През 1929 година завършва шедьовъра си, портрет на архиепископ Анджело Ронкали, тогава папски нунций в България, а по-късно папа Йоан XXIII.
Василев продължава да се утвърджава като световноизвестен художник на портрети. През 1938 година се премества да живее в САЩ, като продължава да рисува политически лица. Сприятелява се с Ърнест Хемингуей, президента Хари Труман и Джак Демпси. В 1939 г. е избран да представя България на Световното изложение в Ню-Йорк.
През 1948 година Василев рисува портрет на американския президент Хари Труман.  Известни клиенти на Василев са още югославския цар Петър II и румънския крал Михай I.
Василев умира на 23 юни 1987 година от сърдечен удар в Уест Палм Биич, щат Флорида, САЩ.
Ранните произведения (до 1941 г.) на Кирил Василев се отличават с ярък реализъм. Забележимо е влиянието на портретите на Диего Веласкес, когото Василев е ценял високо. В следвоенния период, повечето му известни работи са поръчкови портрети с почти фотографичен реализъм, препочитан тогава в САЩ.
Неговият племенник, Петър Пейчев, определя чичо си като антикомунист.